# Slag bij Tranter's Creek
De Slag bij Tranter's Creek vond plaats op 5 juni 1862 in Pitt County, North Carolina tijdens de Amerikaanse Burgeroorlog. Deze slag maakt deel uit van de Burnsides veldtocht in North Carolina.
Op 5 juni gaf kolonel Robert Potter, garnizoenscommandant in Washington, North Carolina, het bevel tot een verkenningsopdracht naar Pactolus. De 24ste Massachusetts onder leiding van luitenant-kolonel F. A. Osborne marcheerde op in de richting van de brug van Tranter’s Creek. Daar stootte hij op de 44ste North Carolina onder leiding van kolonel George Singletary. Osborne slaagde er niet onmiddellijk in om de oversteek te forceren. Hij concentreerde zijn artillerie op de gebouwen waarin de Zuidelijken zich verschanst hadden. Tijdens het bombardement werd Singletary gedood, waarop zijn troepen zich terugtrokken. De Noordelijken zetten de achtervolging niet in en trokken zich terug naar hun barakken in Washington.